# Прекобројна
Прекобројна је југословенски и српски филм из 1962. године, који је режирао Бранко Бауер, сценарио написали Бранко Бауер, Крешо Голик и Богдан Јовановић.
Филм описује живот младих на радним акцијама и био је веома популаран у Југославији.
На фестивалу у Пули награђен је трећом наградом за најбољи филм, а Милена Дравић је добила Златну арену за најбољу женску улогу.

## Радња
Да би био што ближе студенткињи Нади, Микаило напушта сељачку бригаду и Малену, девојку која је за њим као прекобројна, кренула на радну акцију. Не успевши у свом удварању, које изазива општи смех, Микаило се враћа својој бригади и Малени која је у међувремену завршила кројачки курс. Када Микаило заврши обуку за трактористу вратиће се у село, где га чека Малена.

## Улоге
| Глумац               | Улога        |
| -------------------- | ------------ |
| Љубиша Самарџић      | Микајло      |
| Милена Дравић        | Ранка        |
| Борис Дворник        | Дане         |
| Драгомир Фелба       | Инжењер Жиле |
| Ђорђе Ненадовић      | Стево        |
| Миодраг Поповић Деба | Тома         |
| Молотов Јовановић    | Фића         |
| Снежана Михајловић   | Нада         |
| Јован Ранчић         | Миладин      |
| Иван Јагодић         |              |
| Страхиња Мојић       |              |
| Драгана Николић      |              |
| Звездана Ђорђевић    |              |
| Славомир Стојковић   |              |
| Снежана Младеновић   |              |
| Ружа Веслигај        |              |
| Александар Митић     |              |
| Добрила Кекић        |              |

## Културно добро
Југословенска кинотека је, у складу са својим овлашћењима на основу Закона о културним добрима, 28. децембра 2016. године прогласила сто српских играних филмова (1911–1999) за културно добро од великог значаја. На тој листи се налази и филм Прекобројна.